# Evangelistfonden
Stiftelsen Roger Larssons fond för evangelisk tro och mission, känd som Evangelistfonden, var en svensk allkristen fond för att hjälpa unga evangelister via stipendier och träning. Fonden grundades 2007 i Uppsala av evangelisten och frälsningssoldaten Roger Larsson. Samma år hade boken Tid att Lyssna utkommit vars intäkter gav grundplåten för fonden. Fonden avvecklades i november 2021.

## Historik
Evangelistfondens målsättning var att hjälpa unga människor med en kallelse att finna vägen till tjänst för Guds rike och hjälpa nordiska evangelister att bli bättre rustade i sin tjänst. Därför delade fonden varje år ut stipendium till en eller flera evangelister eller organisationer som arbetat med fokus på klassisk evangelisk tro och mission.
Stipendier har delats ut på årlig basis sedan 2008. Varje stipendium är på 15 000 kronor.
Varje år utsågs dessutom en hedersevangelist samt en organisation som premierade. 
I Evangelistfondens ekumeniskt sammansatta styrelse ingick 2015: Andréas Andersson (EFK), Roger Larsson (FA), Johan Winbo (PR), Helena Appelros (PR), Annika Bjurhager (PR), Daniel Frampton (TR) och Samuel Wångehag (EK).

### Ändamål
Stiftelsens ändamål var enligt den officiella webbsidan: "Evangelistfondens ändamål är att årligen dela ut stipendium till evangelist eller organisation som arbetar med fokus på klassisk evangelisk tro och mission i överensstämmelse med stiftelsens ändamål i övrigt, och därmed hjälpa unga människor med en kallelse att finna vägar till tjänst för Guds rike och hjälpa nordiska evangelister i sin tjänst". 

### Avveckling
Fonden avvecklades i samråd med grundaren Roger Larsson i november 2021 i samband med en avskedsceremoni under Evangelistgalan. De kvarvarande tillgångarna delades lika mellan de två organisationerna EV-fonden med bland annat Simon Ådahl samt Heart of Evangelism med bland annat Sebastian Stakset. Vid avskedsceremonin fick representanter för dessa två organisationer motta var sitt ljus symboliserande stafettpinnar för att fröa arvet efter Evangelistfonden vidare.

## Stipendiater
- 2008: Hans Bratt-Hernberg, Viktor Paulsson, Barbro Wallin
- 2009: Joel Sjöberg, Markus och Eva-Marie Kihlagård, Algot Niklasson, Missionsbåten Shalom [5]
- 2010: Jakob Ramlöw, Anna-Maria Nilsson, Tomas Forsbäck, Sport for Life, Stanley Sjöberg [6]
- 2011: Jenny Fredén, Elisabeth Hönsvall Holm, Pannkakskyrkan, Fred Nyman, Eva Spångberg [7]
- 2012: Simon Manfredsson, Marcus och Hanna Bloom, Open Doors, Emanuel Minos [8][9]
- 2013: Jonas Andersson, Marina Bratterud, Lennart Henricsson, Lewi Pethrus Stiftelses Ungdomssektion SPIK, Arne Höglund. [10][11]
- 2014: Jonatan Risberg, Mikael Grenstedt, Marina Andersson, MediaServe, Rosie och Lennart Åsberg. [12][13][14]
- 2015: Anton Karlsson, Emilia Tellebo, Teen Challenge, Carl-Erik Sahlberg.[15][16]
- 2016: Ann-Sofi Rosqvist, Global gemenskap Centrumkyrkan, Curt Johansson.[17][18][19]
- 2017: Cilla Eriksson, Alpha Sverige, Carl-Olov Hultby.[20][21]
- 2018: Annahita Parsan, Hope for this Nation, Carl-Gustaf Severin.[22][23]
- 2019: Organisationen "Life Mission", Sebastian Stakset samt Linda Bergling[24]